# Alive (manga)
Alive (Alive?) è un manga giapponese di Tsutomu Takahashi di genere horror pubblicato nel 1999 da Shūeisha. Il protagonista è Tenshu Yashiro, un condannato a morte per omicidio.
In Italia è stato pubblicato in un volume autoconclusivo da Star Comics nel 2004.

## Trama
Tenshu Yashiro è stato condannato a morte per aver ucciso le quattro persone che avevano violentato la sua fidanzata e la ragazza stessa. Il giorno dell'esecuzione viene contattato da due persone ben vestite che gli offrono una possibilità di salvezza: se deciderà di andare con loro, potrà continuare a vivere. Ovviamente Tenshu sceglie di seguirli e viene portato, insieme ad un altro condannato, in un grande edificio. Lui e il condannato vengono rinchiusi in una stanza dove possono avere di tutto (cibo, alcol, vestiti puliti) tranne due cose: gli orologi e le donne. In realtà si tratta di un crudele esperimento dedito a far "trasferire" una malvagia creatura.

## Personaggi
Tenshu Yashiro
È stato condannato a morte per aver ucciso 4 persone, ree di aver violentato la sua fidanzata. Successivamente uccide anche la ragazza, dato che non riesce più ad amarla come prima. Ha un carattere generalmente tranquillo, è soggetto però a forti scatti d'ira.
Gondo
È il secondo condannato a morte, rinchiuso con Tenshu. Ha ucciso 9 persone in totale per puro divertimento ed ha un carattere malvagio e perverso. Il suo debole sono le donne.
Misako
La fidanzata morta di Tenshu.